# Girolamo Savonarola
Girolamo Savonarola (født 21. september 1452 i Ferrara, død 23. maj 1498 i Firenze) var dominikanermunk og prædikant. Han medvirkede til, at der blev oprettet en slags kristen, demokratisk republik i Firenze, noget som var blandt andet den mægtige bankfamilie de' Medici meget imod. Vatikanet og hans fjender i Firenze gik til modangreb, og i 1498 blev han dømt for kætteri og brændt på bål foran Palazzo Vecchio.

## Baggrund
Savonarola tilhørte en gammel familie fra Ferrara. Han var et skolelys og viede sig til sine studier, især filosofi og medicin. På en rejse til Faenza i 1474 overhørte han en augustinermunks magtfulde prædiken om anger, og besluttede sig for at give afkald på denne verden. Han gik straks til værket og sluttede sig uden sine forældres vidende til dominikanerordenen i Bologna. Han oplevede renæssancen som en fordærvet tid, som det fremgår af hans digt Om kirkens fald, som han skrev i sit første år som munk. Selv praktiserede han med stor iver askese og bøn, og klosteret overlod oplæringen af novicerne til ham. Han fandt dog også tid til filosofiske afhandlinger med baggrund i Aristoteles og Thomas Aquinas; men i 1481/82 blev han af sine overordnede sendt til Firenze som prædikant.

## Firenze
I august 1490 talte Savonarola fra prædikestolen i Firenzes San Marco-kloster om sin fortolkning af Johannes åbenbaring. Under voksende tilstrømning tordnede han mod fordærvelsen blandt høj og lav, og især mod Lorenzo de' Medici og pave Innocens 8., skønt Lorenzo altid havde været generøs mod San Marco-klostret, hvor Savonarola selv blev udnævnt til abbed i 1491. Hans højlydte trusler om Guds straffedom syntes at gå i opfyldelse, da både Lorenzo og pave Innocens snart efter døde; men Lorenzos søn var værre end sin far, og den nyvalgte pave, pave Alexander 6., var den værste af dem alle.
Savonarola hævdede at stå i direkte kontakt med Gud og arbejdede ivrigt for en radikal, puritansk reform af samfundet. Han anså klostertilværelsen som samfundsidealet, og var med sin strenge kritik af både lægfolk og gejstlighed en forløber for Luthers protestantiske reformation; men i modsætning til Luther holdt Savonarola på det katolske syn på Maria-dyrkelsen og askesen. Han var ikke ude efter en reform af læren, men en gennemgribende reform indenfor kirken. Han minder dog stærkt om Luther i sin udtalelse om, at den troende - når skriftefar, biskop og pave viser sig fordærvede - i stedet skal gå til Kristus og sige: "DU er min skriftefar og pave!" Men at en statue af Savonarola er rejst ved foden af Luthers monument i Worms som påstået forløber for reformationen, er ret misvisende.
I begyndelsen fik Savonarola en vældig tilslutning, især blandt de lavere stænder og samfundslag i Firenzes befolkning, men også af folk som Botticelli. Tilhængerne, kaldt "flæberne" (italiensk: piagnoni) fordrev familien Medici; der blev indført en demokratisk forfatning, og i et par år var Savonarola byens ledende mand. Han kaldte sit program "Jesus Kristus, Firenzes konge", i virkeligheden en etisk-religiøs reform i asketisk ånd. En tid fik det gennemslag: Købmænd gav penge tilbage, som de havde snydt andre for; tidligere dødsfjender valgte at forsones; mange kvindder forlod familien for at gå i kloster. Verdslige fornøjelser ophørt, og på Piazza della Signoria, byens rådhusplads, blev toiletsager, spillekort, bøger, malerier og musikinstrumenter brændt på "forfængelighedens bål"; det sidste blev gennemført tidligt i 1498, men da brød der også uroligheder ud på pladsen. Begejstringen var borte, for var musik og billedkunst nu virkelig til skade for nogen? Franciskanerordenen var også skinsyg på dominikanernes dominans, og ikke mindst pave Alexander var stødt over Savonarolas bodsprædikener og stævnede ham til Rom. Savonarola adlød ikke, og blev dermed bandlyst; men han appellerede til et kirkemøde i håb om, at de ville afsætte paven, som han kaldte "en vellystig, skamløs skøge".
Nu fik Savonarolas modstandere imidlertid flertal i byrådet, som henviste til den skade, det ville påføre Firenzes handel, hvis paven gjorde alvor af sin trussel og lagde interdikt på byen. En franciskanermunk udfordrede enhver, som bestred gyldigheden af Alexander 6.s bandlysning, at underkaste sig ildprøven. En dominikaner meldte sig; men den dag, han mødte frem til ildprøven midt på Piazza della Signoria, blev han holdt hen ved ikke at få tilladelse til at bære hostien med sig. Nu slog stemningen om i folkemængden, der i timevis havde ventet forgæves på den spændende forestilling. Savonarola var afsløret som bedrager, han turde ikke risikere Guds dom! Han blev sat i fængsel, erklæret for kætter, hængt og derefter brændt sammen med sine to nærmeste hjælpere, Silvestro Maruffi og Domenico de Pescia. Mange katolikker anså ham dog som en helgen og martyr.